# Jersey City
Pour les articles homonymes, voir Jersey (homonymie).
Jersey City (/ˈdʒɚziˌsɪti/) est une ville américaine située dans l'État du New Jersey, juste en face de la ville de New York. Elle est le siège du comté de Hudson. Sa population était de 286 670 habitants en 2022, ce qui en fait la deuxième plus grande ville de l’État après Newark.

## Géographie

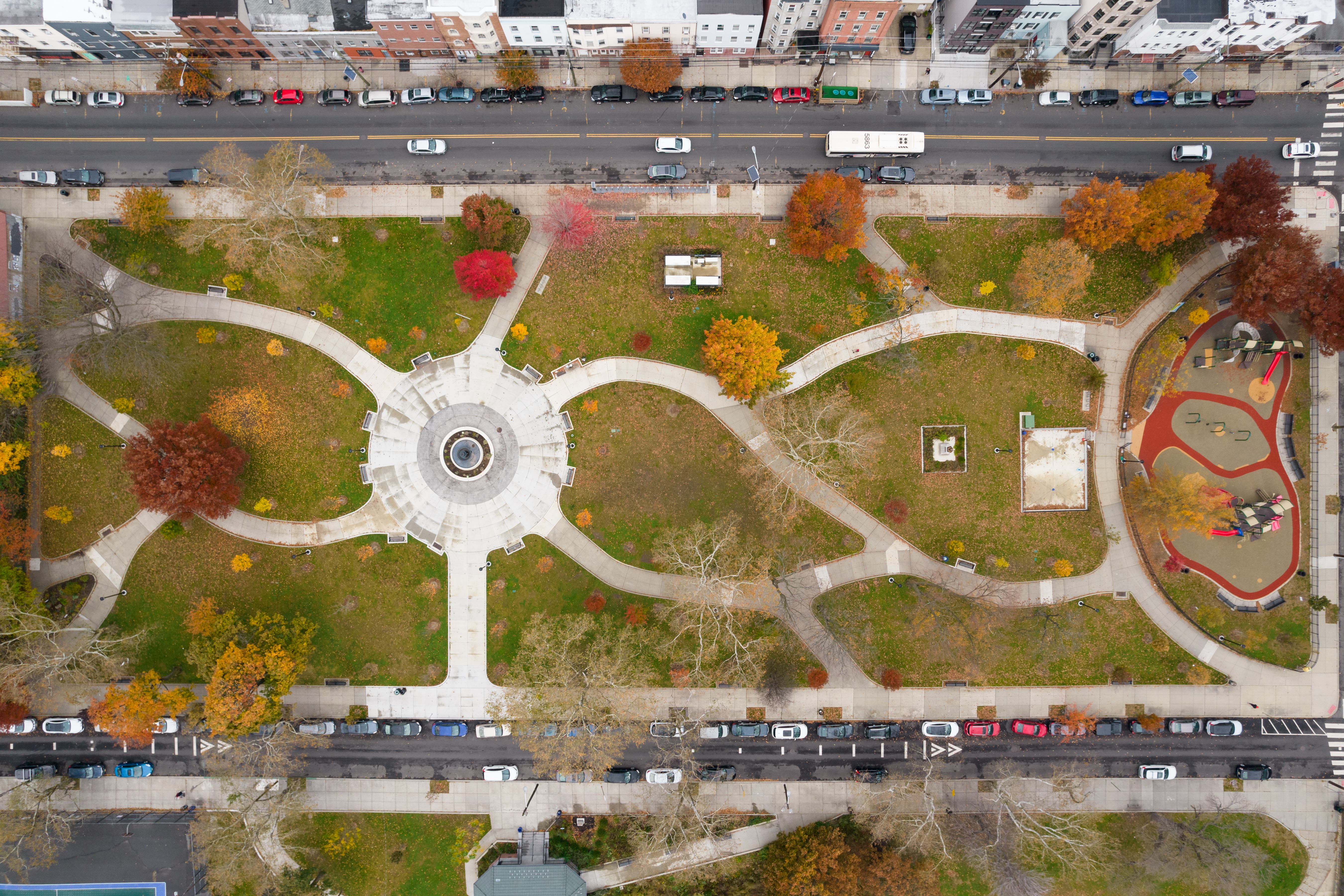
Le parc riverview-fisk à Jersey City. Novembre 2021.

Jersey City est située dans la banlieue ouest de New York, au nord de la péninsule de Bergen Neck, entre la baie de Newark et la rivière Hackensack à l'est qui l'isole de Kearny et Newark, et par l'Hudson à l'ouest qui le sépare de New York, dont elle fait partie de l'aire urbaine. Au nord, se trouvent également Union City et Hoboken, et au sud Bayonne. Sa côte s'étale au total sur 17,7 km2.
Selon le Bureau du recensement des États-Unis la ville a une superficie totale de 54,7 km2, dont 38,6 km2 de terre et 16,1 km2 d'eau, soit 29,37 % du total.

## Histoire

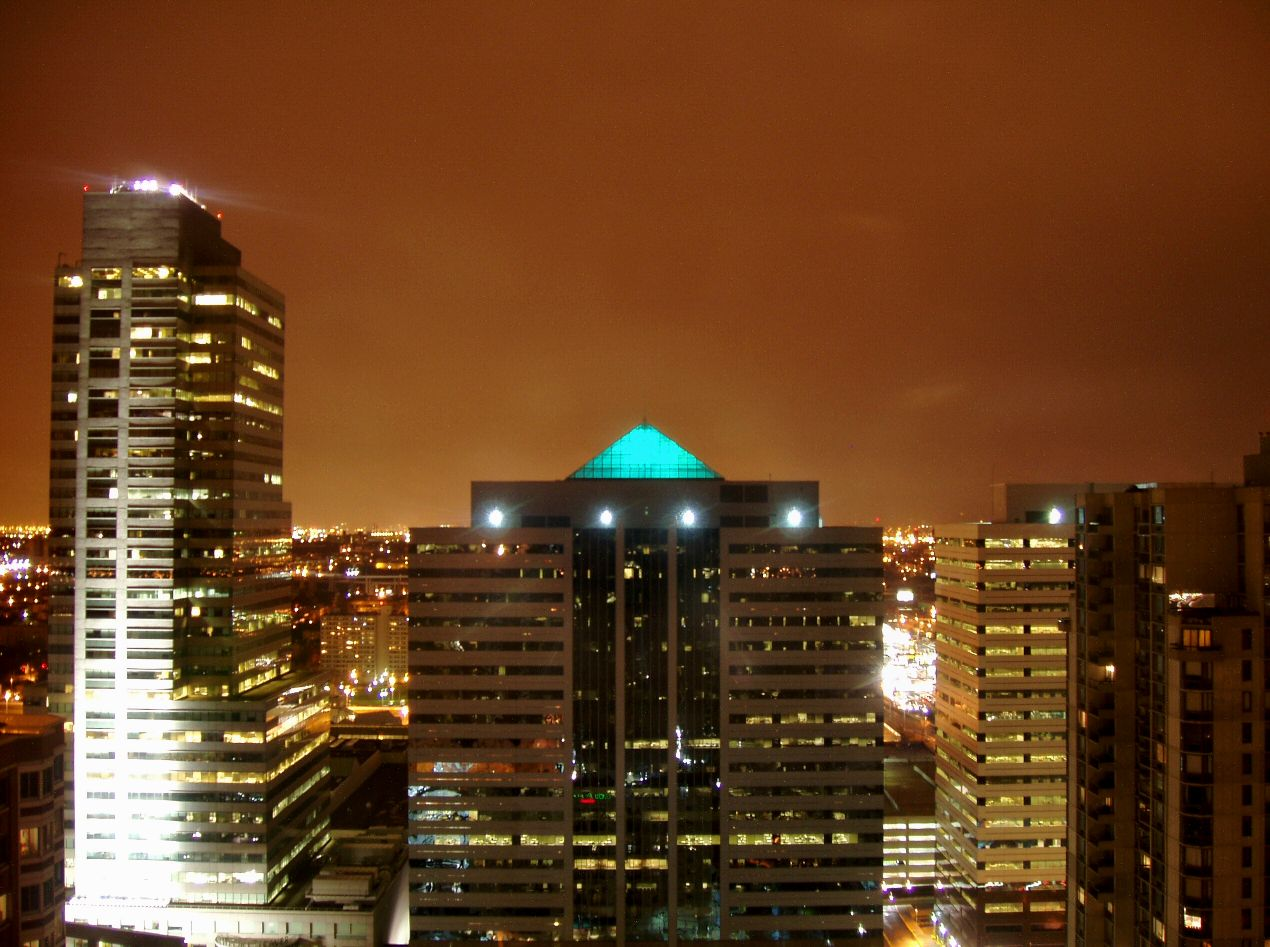
Jersey City.

Après avoir été longtemps habitée par les Amérindiens Lenapes, la région est découverte par les Occidentaux par Henry Hudson en 1609. Jersey City est fondée le 20 janvier 1820 sous le nom de The City of Jersey, puis son nom actuel lui est attribué en 1838.
L’explosion de Black Tom, survenue le 30 juillet 1916 à Jersey City, est le plus spectaculaire sabotage allemand aux États-Unis durant la Première Guerre mondiale.
Au XXe siècle, certains quartiers de la ville sont en rénovation et subissent le phénomène de gentrification. La Goldman Sachs Tower est le symbole de ce renouveau : c'est le plus haut gratte-ciel construit aux États-Unis dans une localité qui n'est pas la ville principale d'une aire urbaine.

## Démographie
| Groupe                           | Jersey City | New Jersey | États-Unis |
| -------------------------------- | ----------- | ---------- | ---------- |
| Euro-Américains                  | 32,7        | 68,6       | 72,4       |
| Afro-Américains                  | 25,9        | 13,7       | 12,6       |
| Asio-Américains                  | 23,7        | 8,6        | 4,8        |
| Autres                           | 12,8        | 6,4        | 6,2        |
| Métis                            | 4,4         | 2,3        | 2,9        |
| Amérindiens                      | 0,5         | 0,3        | 0,9        |
| Océaniens                        | 0,1         | -          | 0,2        |
| Total                            | 100         | 100        | 100        |
|                                  |             |            |            |
| Hispaniques et Latino-Américains | 27,6        | 17,7       | 16,7       |

Selon l'American Community Survey, pour la période 2011-2015, 47,44 % de la population âgée de plus de 5 ans déclare parler l'anglais à la maison, alors que 22,54 % déclare parler l'espagnol, 5,39 % le tagalog, 3,99 % le hindi, 3,17 % l'arabe, 2,72 % une langue chinoise, 2,38 % le gujarati, 1,52 % l'ourdou, 0,92 % le français, 0,89 % un créole français, 0,79 % une langue africaine, 0,73 % le coréen, 0,65 % l'italien, 0,58 % le polonais, 0,55 % le vietnamien et 5,74 % une autre langue.

## Transports
Jersey City est desservie par plusieurs autoroutes, dont le New Jersey Turnpike, l'Interstate 78, la U.S. Route 1/9 et les New Jersey Routes 139 et 440. Le Holland Tunnel (Interstate 78) connecte Jersey City à Manhattan.

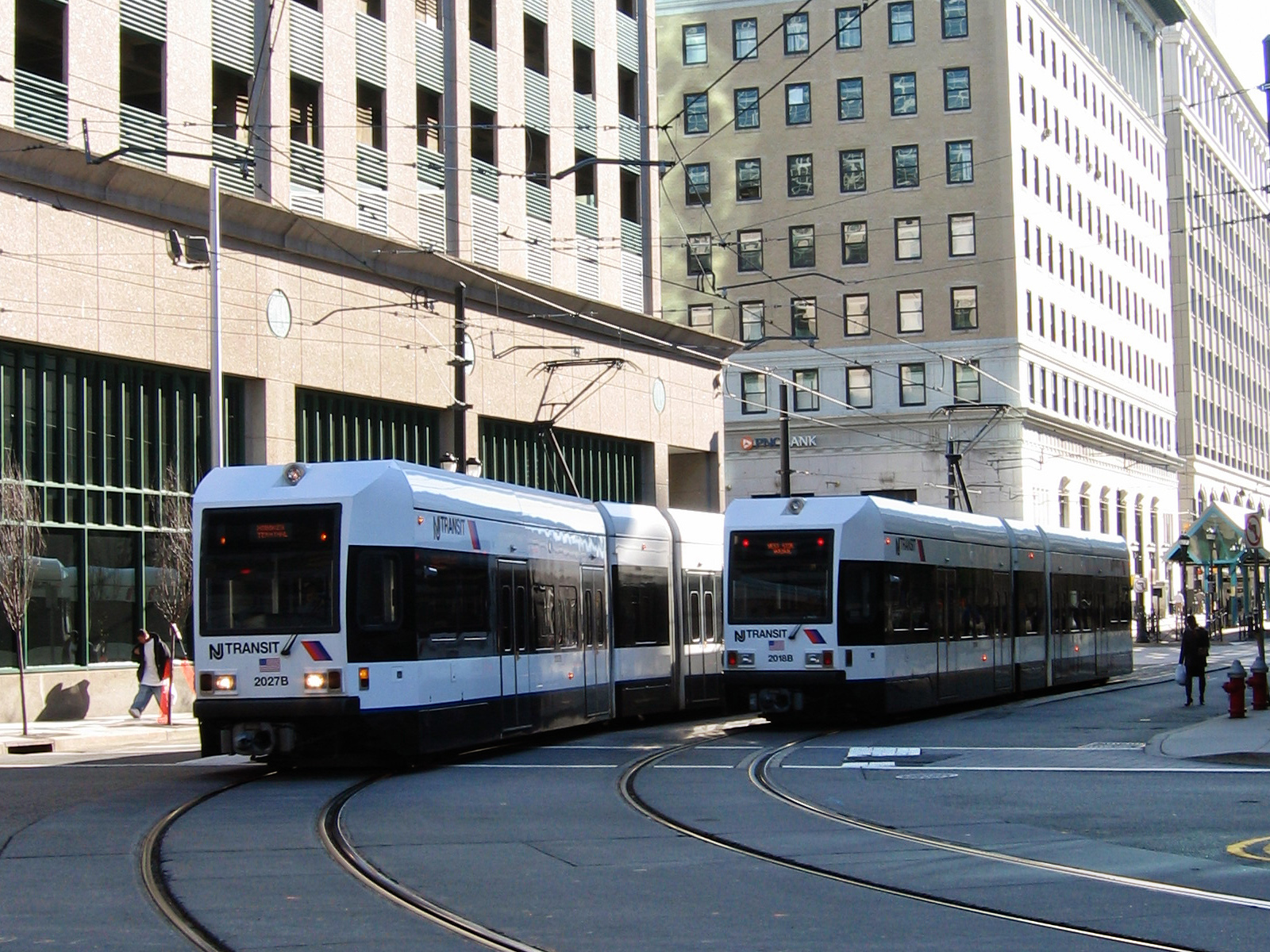
Métro léger Hudson-Bergen.
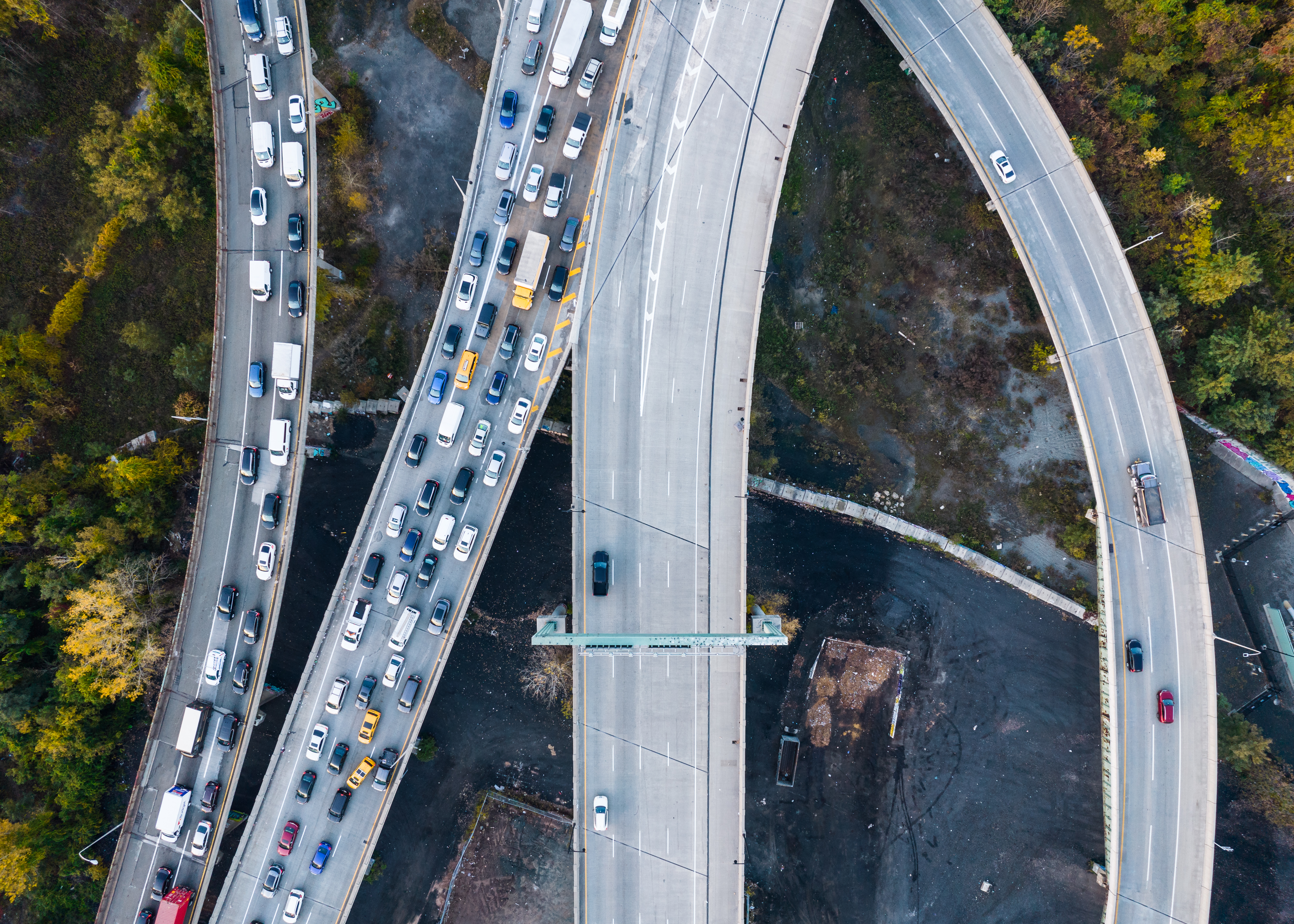
La rencontre de la New Jersey Route 139 (en) et de la Interstate 78 in New Jersey (en) (une portion de la Interstate 78) à Jersey City. Novembre 2021.
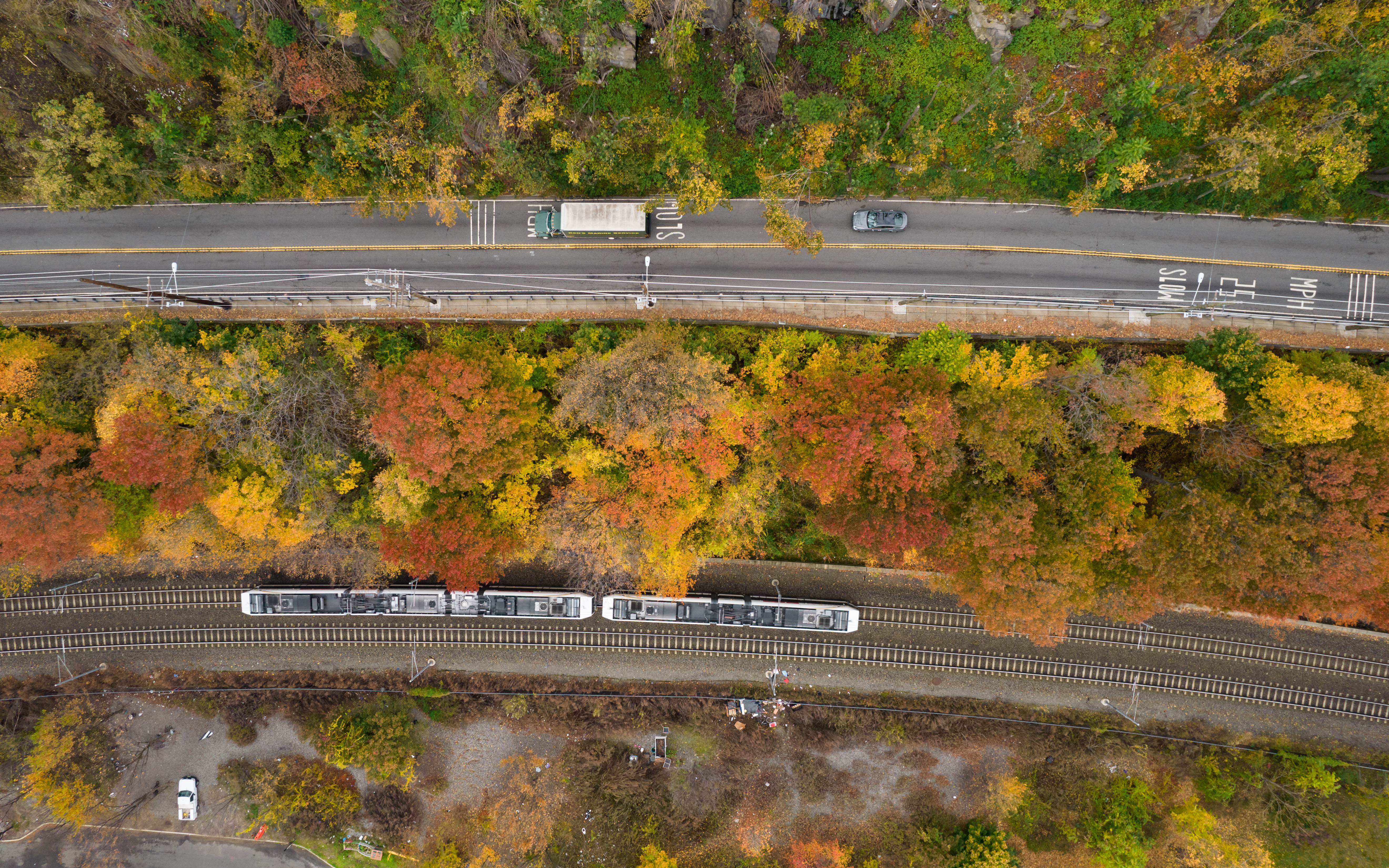
La Paterson Plank Road (en) et le métro léger Hudson-Bergen à Jersey City.

8,17 % des habitants de la ville marchent pour aller travailler et 40,26 % prennent les transports en commun. Le système PATH dispose de quatre stations dans la ville : Exchange Place, Pavonia-Newport, Grove Street et Journal Square. Le transport fluvial et maritime est assuré par des lignes de ferries entre la ville (Newport, Liberty Harbor, Harborside, Colgate et Port Liberté) et Manhattan (Midtown, World Financial Center et Pier 11) par les agences NY Waterway et New York Water Taxi.
Le métro léger Hudson-Bergen dessert la ville. Un réseau de transport de bus public New Jersey Transit dessert la majorité des quartiers de la ville. Il existe aussi un réseau de mini-bus populaires privés qui complète ce réseau de transport, ces bus étant appelés Bergenline.

## Jumelages
- Cherry Hill (États-Unis)
- Cuzco (Pérou)
- Lisbonne (Portugal)
- Oviedo (Espagne)
- Weehawken (États-Unis)

## Personnalités liées à la ville
Entre 1895, date à laquelle les femmes obtiennent le droit de plaider dans l'état du New Jersey et 1902, l'avocate Mary Philbrook, pionnière dans son domaine, travaille à Jersey City pour le cabinet Bacot and Record.